# Patrick Schwarzenegger
Patrick Arnold Schwarzenegger Shriver (Santa Mônica, 18 de setembro de 1993) é um ator americano, filho de Arnold Schwarzenegger (ator e ex-governador da Califórnia) e Maria Shriver (jornalista e escritora). Através da família de sua mãe, ele é sobrinho-neto do presidente John F. Kennedy.

## Início da vida e família

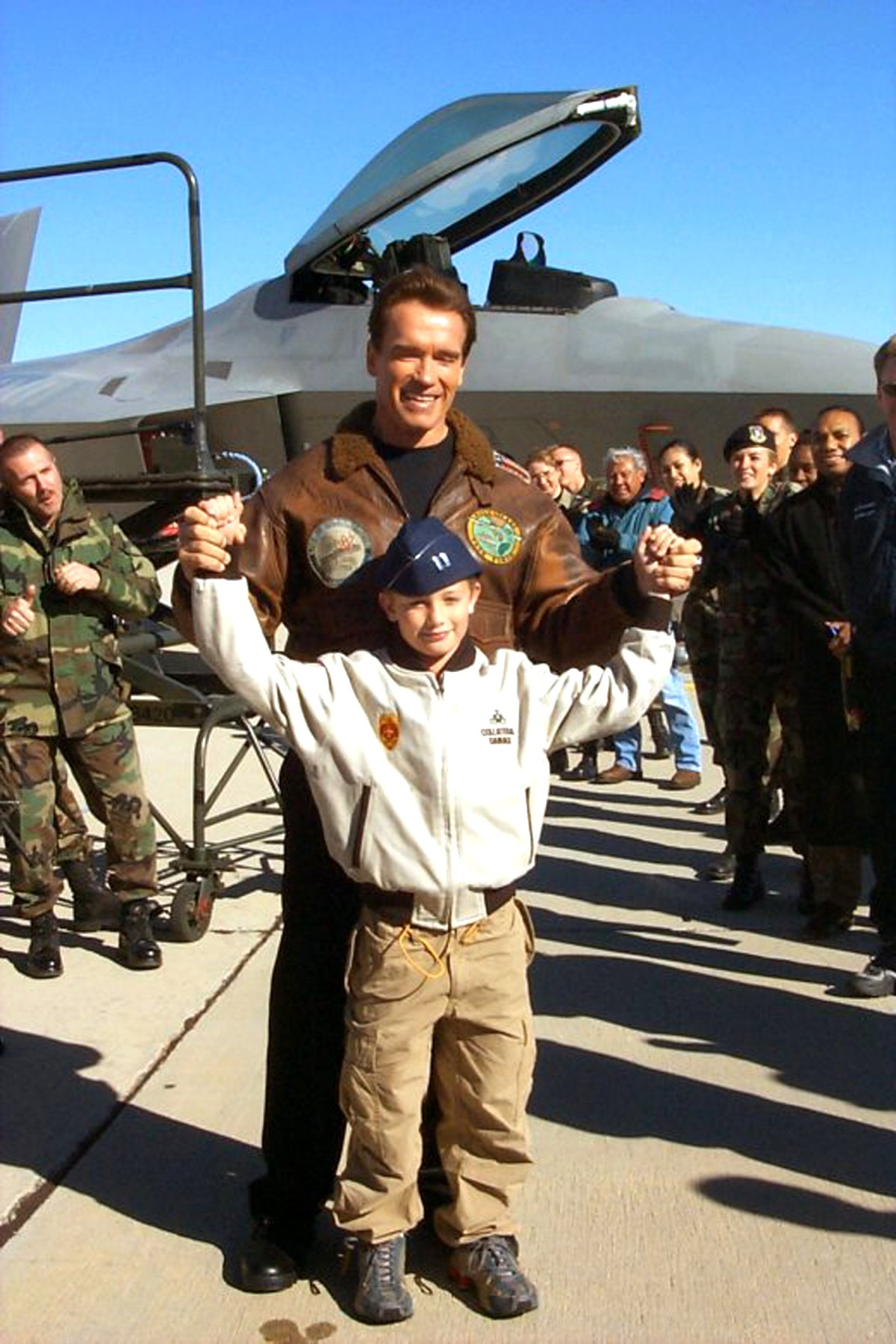
Schwarzenegger e seu pai Arnold em Edwards Air Force Base, Califórnia em dezembro de 2002

Patrick Schwarzenegger nasceu em Santa Mônica e foi criado em Los Angeles, Califórnia. Ele é o terceiro de quatro filhos e o filho mais velho de Maria Shriver, jornalista e escritora, membro da família Kennedy, e Arnold Schwarzenegger, fisiculturista, ator e ex-governador republicano da Califórnia, de origem austríaca que atualmente estão divorciados. Sua avó materna, Eunice Kennedy, foi a fundadora da Special Olympics e era a irmã do presidente John F. Kennedy, e seu avô materno, Sargent Shriver, foi embaixador dos Estados Unidos na França, primeiro diretor do Corpo da Paz, e candidato a vice-presidente pelo Partido Democrata na eleição presidencial dos EUA de 1972.
Schwarzenegger tem duas irmãs mais velhas, Katherine (nascida em 13 de dezembro de 1989) e Christina (nascida em 23 de julho de 1991), um irmão mais novo, Christopher (nascido em 27 de setembro de 1997), e um meio-irmão paterno mais novo, Joseph Baena (nascido em 2 de outubro de 1997). Schwarzenegger se formou na Brentwood School  em 2012. Ele frequentou a Universidade do Sul da Califórnia entre 2012 e 2016.

## Carreira

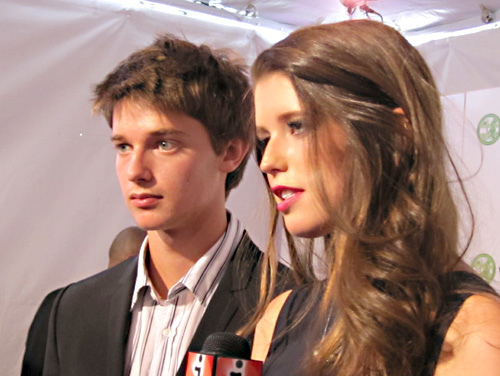
Schwarzenegger e sua irmã, Katherine, 27 de outubro de 2010

Os pais de Patrick o ajudaram a fundar sua empresa Project360 quando ele tinha 15 anos. A linha filantrópica de roupas tem uma coleção masculina completa no horizonte e uma rede  com 5  marcas desde 2010, segundo a revista Details
Patrick também é contratado da LA Models, que tem planos para levá-lo para as campanhas publicitárias de Ralph Lauren e Giorgio Armani. Ele declarou que ele espera aumentar a conscientização sobre sua empresa de roupas, assumindo trabalhos como modelo de alto padrão.
Em 2011, ele fez um estágio de verão no The Grove, um shopping de luxo ao ar livre em Los Angeles. Ele posou sem camisa em um grande outdoor de propaganda da Hudson Jeans em Sunset Boulevard, Hollywood. Em outubro de 2013, ele estrelou como Romeu no videoclipe de "Right There" com Ariana Grande.

## Carreira no cinema
Schwarzenegger teve pequenos papéis nos filmes Stuck in Love de 2012 e Grown Ups 2 de 2013.

## Filmografia

### Cinema
| Ano  | Título                                | Papel                  | Notas          |
| ---- | ------------------------------------- | ---------------------- | -------------- |
| 2006 | The Benchwarmers                      | Jock Kid Game #3       |                |
| 2012 | Stuck in Love                         | Glen                   |                |
| 2013 | Grown Ups 2                           | Garoto de fraternidade |                |
| 2015 | Scouts Guide to the Zombie Apocalypse | Jeff                   |                |
| 2016 | Prettyface                            | Paul                   | Curta-metragem |
| 2016 | Dear Eleanor                          | Bud                    |                |
| 2017 | Go North                              | Caleb                  |                |
| 2018 | Midnight Sun                          | Charlie Reed           |                |
| 2019 | Daniel Isn't Real                     | Daniel                 |                |
| 2020 | Echo Boomers                          | Lance Zutterland       |                |
| 2021 | Moxie                                 | Mitchell               |                |
| 2021 | Stowaway                              | Michael                |                |
| 2021 | Warning                               | Ben                    |                |

### Televisão
| Ano  | Título                                 | Papel                         | Notas                                      |
| ---- | -------------------------------------- | ----------------------------- | ------------------------------------------ |
| 2015 | Scream Queens                          | Thad Radwell                  | Episódio: "Thanksgiving"                   |
| 2017 | The Long Road Home                     | Ben Hayhurst                  | 8 episódios                                |
| 2022 | The Staircase                          | Todd Peterson                 | 8 episódios                                |
| 2022 | The Terminal List                      | Donny Mitchell                | 3 episódios                                |
| 2023 | Gen V                                  | Luke Riordan / Garoto Dourado | 5 episódios                                |
| 2024 | American Sports Story: Aaron Hernandez | Tim Tebow                     | 4 episódios                                |
| 2024 | Secret Level                           | Criança                       | Episódio: "Armored Core: Asset Management" |
| 2025 | The White Lotus                        | Saxon Ratliff                 | terceira temporada                         |

### Videoclipes
| Ano  | Título        | Artista(s)                 |
| ---- | ------------- | -------------------------- |
| 2013 | "Right There" | Ariana Grande com Big Sean |